# Пигмалион (царь Тира)
Пигмалион (др.-греч. Πυγμαλίων) — персонаж античной мифологии, образ которого восходит к реальному царю Тира, которому принадлежит надпись из Норы (Сардиния). По Менандру Эфесскому, отец Дидоны, правил 47 лет, с 820 по 773 годы до н. э.
Сын Муттона, брат Элиссы-Дидоны. Рассказ об основании Дидоной Карфагена, видимо, отображает процесс активной колонизации Тиром Средиземноморья при Пигмалионе.
По Вергилию, царь Тира, убивший Сихея, чтобы овладеть его сокровищами. Следуя Вергилию, Данте Алигьери изображает его в «Божественной комедии» как символ смертного греха жадности.